# Waddingworth
Waddingworth – wieś i civil parish w Anglii, w Lincolnshire, w dystrykcie East Lindsey. W 2001 civil parish liczyła 11 mieszkańców. Waddingworth jest wspomniana w Domesday Book (1086) jako Wa(l)dingurde.